# RAINBOW (浜崎あゆみのアルバム)
『RAINBOW』（レインボウ）は、日本の歌手・浜崎あゆみの5枚目のオリジナル・アルバム（「RAINBOW」のAはロゴ表記）。2002年12月18日にavex traxより発売。

## 概要
オリジナルアルバムでは前作『I am...』からわずか11ヶ月後でのリリースとなる。自身では、初めて歌詞に英語が使われた。
初回盤に封入されているパスワードを使うことによって、期間限定サイトにアクセスすることができ、そこで「RAINBOW」という曲のインストを聴くことができた。曲の感想を募集し、それを浜崎本人が見て、歌詞を付ける企画があった。虹にはいろんな色が混ざり合っていることから、ファンの様々な見方、考え方をかけ合わせて“希望の掛け橋＝虹”を作るという浜崎本人による発案のもので、2001年9月11日に発生したアメリカ同時多発テロ事件の爆心地を2002年9月に訪れ、夢・希望への思いを強めたことがきっかけになったという。
当初はその楽曲を2003年第一弾シングルとして発売する予定とアナウンスされていた（封入のチラシより）が、完成した曲は2003年3月12日に発売されたバラードベストアルバム『A BALLADS』に未発表による新曲として収録された。
オリジナルアルバムでは初めてCCCDで発売。なお、CCCDのみの形態でリリースされたフルアルバムは本作のみである。
2003年7月9日には、新たに「RAINBOW」の5.1chを追加収録した「DVD-Audio」盤が発売された（「RAINBOW」以外は2chステレオのまま）。
これまで浜崎の楽曲のアレンジを手掛けてきたHΛLが、梅崎俊春、清水武仁、中野雄太の3人体制になっての参加となった（シングル曲のFree&Easyのみ、佐藤あつしとの二人体制の曲）。収録曲「Over」には佐藤も参加しているが、HΛLとしてではなく、梅崎との共作としてブックレットに載っている。

## アートワーク
ジャケット写真の撮影は2002年9月にアメリカのニューヨークで撮影。カメラマン以外はスタジオ入室禁止の環境で行われ、当時の最新CGを加え完成した。

## 売上記録
初動は101万枚、前作から約半減となるもオリジナルアルバム4作連続で初動ミリオンを記録（初動ミリオンを記録するのは本作まで)。累計185万枚を売り上げ、2003年のオリコン年間アルバムランキング2位を記録した。

## 批評
| 専門評論家によるレビュー | 専門評論家によるレビュー |
| レビュー・スコア         | レビュー・スコア         |
| 出典                     | 評価                     |
| ------------------------ | ------------------------ |
| CDジャーナル             | 肯定的                   |

CDジャーナルは、「『Voyage』『Free&Easy』といったヒット・シングルを含む5作目。それまでのヘヴィなギター・サウンドから一転、デジタルな音像を多用することによって、“未来”“希望”“光”というモチーフを映像的に描き出すことに成功している。軽やかなポップ感が印象的。」と批評した。

## コンセプト
本作についてスタッフは「今回このアルバム『RAINBOW』という作品をまた違った角度から感じてもらいながら、普段雑誌のインタビュー等ではそんなに掘り込まれない、レコーディングワークにおける浜崎あゆみを感じてもらおうと思い、その表現の場をどのようにしようかと考えた中、実際にご購入いただいたみなさまに、この作品とともに触れてもらうのが最も伝わるのだろうと考え、このスペシャルサイトにて記してみました。制作ディレクターである私は今までこのような形で何かを述べたりすることはなかったのですが、今作で感じたこと、そのいくつかはユーザーのみなさんに伝えたいという気持ちが非常に高まるものがあり、これを機に述べてみようと思ったわけです。私が今作（シングル楽曲も含め）の作品づくりの中で最も感じたのは、今まで以上にayuのアイディアによってチャレンジしてみた数々のトライが、楽曲を驚くべき力を持つ方向へと導き、光り始めていったという、そんな場面に最も出会わせてくれたものだったという事実です。具体的な例は全曲解説で見てもらうこととして、これはまさにアーティスト浜崎あゆみという一面はもちろんのことクリエーターとしての側面もさらに洗練され、作品たちに投じられたという現れだと思っています。そしてもうひとつ、アルバム曲レコーディング前半での出来事。いつものようにヴォーカルレコーディングの瞬間まで吟味する詞がようやく完成し、出来上がった歌詞を見たところナント英詞が!! 勢い余った私の質問に対してayu本人は「もうそろそろいいんじゃないかなあ」と普段の様子とは特に変わらず。しかしながらそこには、"浜崎あゆみのメッセージは国内マーケットを超越し世界に発信している、もうすでにネクストステップに進み始めているという印象を感じました。いつもに比べて、早い段階で決定したタイトル“RAINBOW”。もしかしたらayuの中ではすでに、このような作品が生まれていくストーリーが構築されていたのかもしれません。そんな意気込みも含めてayu本人の力量と気合いが強く投じられた大傑作『RAINBOW』を聴き親しんでいただけることを祈っています。」と語っている。

## 収録曲
| 全作詞: ayumi hamasaki（#0、#1、#8、#12は除く）。 |                        |                                          |                |                                                        |      |
| #                                                 | タイトル               | 作詞                                     | 作曲           | 編曲                                                   | 時間 |
| 0.                                                | 「RAINBOW」            | ayumi hamasaki （#0、#1、#8、#12は除く） | D・A・I        | D・A・I                                                |      |
| 1.                                                | 「everlasting dream」  | ayumi hamasaki （#0、#1、#8、#12は除く） | CMJK           | CMJK                                                   | 1:33 |
| 2.                                                | 「WE WISH」            | ayumi hamasaki （#0、#1、#8、#12は除く） | D・A・I        | HΛL (Toshiharu Umesaki、Takehito Shimizu、Yuta Nakano) | 5:11 |
| 3.                                                | 「Real me」            | ayumi hamasaki （#0、#1、#8、#12は除く） | D・A・I        | CMJK                                                   | 5:26 |
| 4.                                                | 「Free & Easy」        | ayumi hamasaki （#0、#1、#8、#12は除く） | CREA + D・A・I | HΛL                                                    | 4:59 |
| 5.                                                | 「Heartplace」         | ayumi hamasaki （#0、#1、#8、#12は除く） | CREA           | tasuku / Strings: 弦一徹                               | 5:06 |
| 6.                                                | 「Over」               | ayumi hamasaki （#0、#1、#8、#12は除く） | CMJK           | Toshiharu Umesaki、Atsushi Sato                        | 6:06 |
| 7.                                                | 「HANABI」             | ayumi hamasaki （#0、#1、#8、#12は除く） | CREA + D・A・I | CMJK                                                   | 4:54 |
| 8.                                                | 「taskinillusion」     | ayumi hamasaki （#0、#1、#8、#12は除く） | tasuku         | tasuku                                                 | 1:20 |
| 9.                                                | 「everywhere nowhere」 | ayumi hamasaki （#0、#1、#8、#12は除く） | pop            | CMJK                                                   | 4:35 |
| 10.                                               | 「July 1st」           | ayumi hamasaki （#0、#1、#8、#12は除く） | CREA + D・A・I | tasuku                                                 | 4:21 |
| 11.                                               | 「Dolls」              | ayumi hamasaki （#0、#1、#8、#12は除く） | CREA           | HΛL                                                    | 5:56 |
| 12.                                               | 「neverending dream」  | ayumi hamasaki （#0、#1、#8、#12は除く） | HΛL            | HΛL                                                    | 1:35 |
| 13.                                               | 「Voyage」             | ayumi hamasaki （#0、#1、#8、#12は除く） | CREA + D・A・I | Ken Shima / Strings: 弦一徹                            | 5:06 |
| 14.                                               | 「Close to you」       | ayumi hamasaki （#0、#1、#8、#12は除く） | CREA           | Seiji Kameda                                           | 5:48 |
| 15.                                               | 「independent+」       | ayumi hamasaki （#0、#1、#8、#12は除く） | CREA + D・A・I | tasuku                                                 | 9:55 |
| 15.                                               | 「+」(Secret Track)    | ayumi hamasaki （#0、#1、#8、#12は除く） | CREA + D・A・I |                                                        |      |
| 合計時間:                                         | 合計時間:              | 合計時間:                                | 合計時間:      | 71:51                                                  |      |

## 楽曲解説
1. RAINBOW
CD未収録。上記の通り、初回盤に封入されているパスワードを使うことによってアクセスすることができた期間限定サイトにて聴くことができた45秒間のインストゥルメンタル曲。完成した楽曲は後に『A BALLADS』に収録された。
2. everlasting dream
本CDのスタートを飾るインストゥルメンタル曲（少し歌詞を入れているため厳密にはインストではない）。
作曲とアレンジを担当していたCMJK氏は「NO RAIN, NO RAINBOW ~ 雨（苦悩）がなければ、虹（美しいこと、喜び）は見えない。」と呟き、曲のニュアンスに上記のような雰囲気を融合させたサウンドにより、アルバムのイントロダクションを感じさせる楽曲に完成したという。本人のささやきのような淡々と流れていく言葉たちも、今作のストーリーの広がりを感じさせるものとなっている。
本曲について浜崎は「色んなインストがある中で、“1番歌メロっぽい”と思った作品。聴いてすぐに歌を入れたいと思った。詞が自然と浮かんできたんだよね。」と語っている[5]。
3. WE WISH
本編のスタートを飾る、HΛLアレンジにて仕上がったアタック感のあるアップテンポ曲。
サウンドの方向性は今までになかったアプローチを打ち出した仕上がりになっている。詞の世界も含めて浜崎の強いメッセージ性を痛感させている。サビの裏から聞こえる「WE WISH」のカウンターハーモニーなど、サウンドにおける新たなチャレンジが要所にちりばめられており、ニューアルバムでの新たなチャレンジを予感させる曲として紹介している。
本曲について浜崎は「『WE WISH』はスゴク強い曲。詞やメロディーだけじゃなくて、ヴォーカルもいつもより強めにちょっと荒い感じで歌ってる。丁寧に言葉を置く感じじゃなくてね。それが特徴かな。」と語っている[5]。
4. Real me
一般的には曲の肌触りとしてはR&Bテイストにくくられがちではあるが、本人の意識としてはそこに全く固執することなく作られていったという。浜崎自身によるアイディアや詞の力によるアプローチが楽曲全体を包み込み、それらをまさに浜崎あゆみワールドにしてしまう力を信じてこそ表現できた曲としている。ここでの本人のメッセージは“woman”をテーマに、女だからどうという区別を表現する意味合いではなく、あくまで人間として、女は時として戦うもの、強いものという気持ちを提示している。
MVはキャストとともに繰り広げられるダンスは一見の価値があるという。
本曲について浜崎は「私はあまりコーラスを厚くしたりするタイプではないんだけど、『Real me』はその特有の世界からコーラスがバンバン入ってる感じになってる。だから、その作業にいつもより時間がかかったんだけど、出来上がった時は感動したね。」と語っている[5]。
5. Free & Easy
26thシングル。
雑誌「Free & Easy」との紙面タイアップ企画を考えていた際に、雑誌撮影現場で「これで行こう！」と浜崎とプロデューサーで決め込んだいたと言う。
HΛLによる壮大でゴシックなアレンジが印象的（たくさんのアレンジャーに手掛けてもらったが、最後にオーダーし、十分な説明がない中で上がってきた彼らのヴァージョンがもっともイメージに近かった）2002年のストーリーのスタートを切った楽曲としている。MVはこの曲のメッセージが吹き込まれた、スケールの大きい仕上がりとしている。
本曲について浜崎は「“自由についてくる責任も抱えて生きていける人間になりたい”“そういう言葉が似合う自分になりたい”って、今ayuが感じているコトを描いた『Free & Easy』。でも、その“書きたいコト”のイメージが既に完成型に近い状態だったから、その後、詞の世界観に合わせたメロディーをつくる時はいつもより苦労したな。」と語っている[5]。
6. Heartplace
本アルバムの中では、かなりロック色の強いミディアムテンポな楽曲となっている。
アルバム曲レコーディングのスケジュールの中ではもっとも早い時期に作業を仕上げたものの、最初のラフアレンジがかなりストレートなロックテイストのもので、これを浜崎の楽曲として成立するためにはいろいろと試行錯誤を繰り返していたと言う。きっかけは、シングル『Voyage』のアレンジでも起用した島健氏によるダイナミックなストリングスアレンジ。これに前述のサビ部分の英語詞が響きあい、浜崎あゆみなりの新たなロックフィーリングを提示することができたという。
本曲について浜崎は「レコーディングの状況は、いつもならヴォーカルブースに入って、一気に歌って出る！んだけど、この曲の時だけは、ちょっと歌って、出て、考えて、で、またちょっと歌って、出て、聴いてって感じで・・・。いつもとは違う流れで作業をしてたよ。そういう意味でスゴク印象的な曲だね。」と語っている[5]。
7. Over
哀愁漂うミディアム・ナンバー。本人によるHΛLへのアレンジオーダーも実に明確で、最初に上がったものがほぼ完成型に近いのもだった。HΛLによる切なさを包み込むような音色に、上がった詞が合体したヴォーカル録りの瞬間は、最もスムーズに進められた楽曲のひとつになっている。"It is Over"とだけ英語ワードを当てはめるセンスは、今作から初めて英詞にチャレンジとは思えないほどの効果を表している。
本曲について浜崎は「詞はホテルにこもって書いたんだけど、Bメロの英語がなかなか決められなくて、そこだけずっと手こずってた。あとはサビのメロが今までにはないタイプでいきなり上がる感じだから、いろんな歌い方を試して、今の形におさまったんだよね。」と語っている[5]。
8. HANABI
27thシングル「H」収録曲。
浜崎あゆみならではの、斬新でポップスとしての完成度も非常に高い楽曲としている。
サウンドアプローチやエンジニアリング、そこにしっかり根を這わせた日本語による詞の世界観。本当に浜崎あゆみにしかできないものが完成した、それほどに思いの深い曲になっている。UKトリップホップ／ダブサウンドのように見えて、しかし心に懐かしい唄。この曲が生まれた時点でもしかしたら国内マーケットのみの目線での表現を越えていたのかもしれないとしている。
本曲について浜崎は「『H』＜本曲収録のマキシシングルのタイトル＞の3曲をつくっている時に、“もの悲しく終わってしまう夏”を表現した曲を最後にもってきたいと思って制作したのがこの『HANABI』なんだよね。」と語っている[5]。
9. taskinillusion
インストゥルメンタル曲。
アルバムの中盤をイメージして制作したインストで、本アルバムの第2部へといざなう入口的な楽曲としている。
前アルバム『I am...』の楽曲名について、ライブツアーの舞台監督から真顔で「taskinludeというのはどういう意味ですか？」の問いに「tasukuのインターリュード（間奏曲）でタスキンリュードです！」としている。
本曲について浜崎は「ある意味このアルバムって、すごく統一感があるようでいて実は定まってない感じがあったから、真ん中あたりにその定まってない感じをあらわすモノが欲しいなと思ってた。そしたら本当にちょうどいいものが上がってきた。これはマジックだ！と思って、だからイリュージョンなんだよね（笑）。」と語っている[5]。
10. everywhere nowhere
冒頭からいきなり英語詞のリーディングから始まる非常にユニークなアップテンポ・ナンバー。
CMJK氏によるアレンジもマッチし、シーンによって様々に変化する音色たちはこの曲の特徴そのもの。音楽的に言うといろんな意味で実験が多かった80年代のテイストが色濃く表現され、BERA氏のギタープレイも含めて、この曲に関わったブレインすべてがこのキーワードによってそれぞれのセンスを発揮させている。詞の中にあるフレーズで「記号化するのかな」という表現には、本人の哲学的見地からのメッセージが感じられるという。
本曲について浜崎は「この曲は私の後ろでキーボード弾いてるpopがつくってくれた曲で、初めて聴いた時から“アルバムに入れよう”って決めてた。イメージがよかったっていうか、シュールなんだけど、スゴク爽やかって感じがして、いいなって思ったんだよね。詞は最後だけ“いた”ってなってるんだけど、これは過去形にすることで前を向くコトが出来るというか、そういう感じにしたかったんだよね。」と語っている[5]。
11. July 1st
27thシングル「H」収録曲。
夏にリリースする楽曲は、図って取り組むことなく、ごく自然に夏っぽい印象が強い楽曲が誕生したという。アレンジの内容ももちろんのこと、ギタリスト西川進氏による、透明感のあるプレイがよりこの曲の雰囲気を盛り上げてくれる。DJ cool-Kによるスクラッチプレイの提案は、浜崎にどう感じるかと思ったところ「いいんじゃない。でももっと後半に向けて盛り上げてもいいのでは」と積極的なディレクションがなされ、よりクリエイティブなものとなっている。
本曲について浜崎は「詞は明るいけど、メロディーはどこかマイナーな所もあって、でも突き抜けている所もある『July 1st』。この詞の世界観ははじめてで、私自身びっくりしたね（笑）。」と語っている[5]。
12. Dolls
北野武が監督を担当した同名映画をイメージして作られた曲で『ayu ready?』第1回に彼がゲスト出演した際に「Dollsという曲を作りたい」と申し出て許可を取った経緯がある。楽曲自体は以前から存在していたものであったが、このような曲にしようと本人が組み立て始めたらたちまち生まれ変わり、強いインパクトを持つものに成長した一曲。曲中後半にかけて次第に拡がっていくコーラスワークはまるで花が咲いていくような、とてもドラマチックな演出になっている。
本曲について浜崎は「詞は、出来上がった曲を聴いてる時、“どんどん花が咲いて、その花がいっぱい広がる絵”が浮かんきて、それで、“綺麗な花を咲かせましょう”になって、で、そこからどんどん膨らませていった。何度も繰り返す言い回し“ましょう”は、綺麗な曲に仕上げたかったのと、日本語が持っている繊細なイメージを強調したかったから。」と語っている[5]。
13. neverending dream
インストゥルメンタル曲。
このアルバムの制作について、アレンジャー陣は過去の作品から長いつきあいのある面々に非常にタイトなスケジュールの中進められていたと言う。HΛLとしてのアルバムコンセプトをイメージする一つの回答といえるインスト曲。
この曲をはじめそれぞれのアレンジャーが織りなすインストゥルメンタルサウンドはどれもアルバムの中で非常に意味を持つものになっている。このデモを聴いたときに浜崎をはじめとした制作スタッフほぼ全員一致でこのポジションに曲順を決めていたとのこと[5]。
14. Voyage
28thシングル。
毎年必ずその年を代表する一曲というのが生まれてきたが本曲は、自他共に認める2002年の代表曲といえる仕上がりになった名曲となっている。
一般ユーザーからの評判もさることながらクリエイターや業界関係者からの絶賛をよく耳にした。本人による楽曲イメージに対してぴったりと焦点を合わせてくれたのが、アレンジャー、ポップスとしての王道を感じるベーシックに、美しいストリングスライン、そして黒人シンガーによるゴスペル調コーラスによって曲全体を堂々としたものに成立させている。
本曲について浜崎は「私とD･A･Iくんのメロがあって、私の詞とヴォーカルがあって、その先あともうちょっとプラス・アルファがないかなぁと思っているところに、島健さんのアレンジがきて。ああ、私が広げきれなかったところがものすごく広がった曲になったなぁと思った。」と語っている[5]。
15. Close to you
歴史的に年末リリースが多かったのにもかかわらず、明確にクリスマス楽曲といえる作品がなかった事に気づき、本人とともにそのイメージをより感じさせるものに仕上げたという。
過酷なスケジュールの中、アルバム制作作業としてはこれが最後の楽曲であった。実は前段階ではクリスマスイメージのものではなく、アルバム最後を飾る方向性のアレンジメントであったが、他曲の作業が進行していく中で、上記のアイディアが浮上し、一度ほぼ振り出しから再構築された。
アレンジャーは今回オリジナル楽曲初の起用である亀田誠治氏。彼のイメージする浜崎あゆみ感と、彼自身持ち前のサウンドアプローチをうまくブレンドし、アルバムの後半を締めくくるにふさわしいものになった。アルバム中、唯一本人によるハモパートがない曲で、そのかわりに本人アイディアによる重厚で壮大な聖歌隊風コーラスがフィーチャーされ、この曲をより深く印象づけるポイントとなっている。
本曲について浜崎は「私なりのクリスマスソング。いや、私なりにクリスマスの感じを出したらこうなった（笑）って感じの曲がこの「Close to you」。もっと“ズバッ！”とクリスマスでもいいのかな？と思ったりもしたんだけど、私は言葉でストレートに伝えるよりも、全体の中で感じてもらうことを大事にしてきたから、その辺は変わらずにいきたいなと思ってね。」と語っている[5]。
16. independent+
27thシングル「H」収録曲。
早い段階で野球のテーマソングという話が浮上しており、正直ここまで的の絞られた内容に対する作品が本当にできるのか不安であったが、D・A・I氏によるコンセプトに非常に近いイメージの楽曲と、浜崎本人から「やろうよ。これでいってみよう」という何ともいさぎのよいジャッジがあったからこそここまでの名作が生まれたという。
アレンジャーtasuku氏の成長著しいアレンジワークはロックというキーワードでは語り尽くせない、新しいサウンドのアプローチを感じる。曲中のオーディエンスを入れるアイディアも浜崎本人からの提案の元、マネージャーはG軍のメガホンを東京ドームまで買いに行き、Hamo Hamo Boysなるコーラス＆ガナリチームを擁してレコーディング。
  - ＋
前曲「independent」の終了と同時に繋がる形で流れる曲（厳密にいえばシークレット・トラック扱いとなる）。レギュラー番組「ayu ready?」のエンディングにも流れている。テンポは浜崎楽曲史上最ハヤのBPM166！いつものように生セッションでレコーディングされたこのヴォーカルは、Hamo Hamo Boys & Girlsと一緒に広いブースの中で歌ったテイクが採用。音にもそのスタジオで楽しげに盛り上がっている雰囲気として作り上げている。CD収録の際にマスタリング直前に浜崎から、「シークレットっていっても（表記曲に）つながってっても平気でしょう？そしたら（independentの）ハンドクラップと笑いを最後に足したらどうなるの」の提案で始まり、最後の締めくくりまで凝った仕上げに至ったとされる。
本曲について浜崎は「何て言ったらいいのかな？『independent』をベースにしてさらに長くなった作品。“＋”は聴いてのお楽しみ（謎）みたいな（笑）。『ayu ready?』のエンディングにテーマソングとして流れてるって言えば分かるかな？“＋”ではHamo Hamo Boys & Girlsとしてtasuku、マネージャー2人と番長、夏来といったいつも私の側にいる人や友達にコーラスで参加してもらってます。どれが誰か分かるかな？」と語っている[5]。

## タイアップ
※ は全て、本人出演によるもの。
everlasting dream
Panasonic 「MDミニコンポ」CMソング ※
WE WISH
コーセー「VISÉE」CMソング ※
Real me
Panasonic SDマルチカメラ「D-snap」CMソング ※
Free & Easy
Panasonic 「MDミニコンポ」CMソング ※
Heartplace
Panasonic デジタルカメラ「LUMIX」F1 CMソング ※
HANABI
TU-KA CMイメージソング ※
everywhere nowhere
Panasonic「ドッキンスタイルMD」CMソング ※
July 1st
コーセー「VISÉE」CMソング ※
Voyage
TBSドラマ「マイリトルシェフ」主題歌
independent
日本テレビ放送網「THE BASEBALL 2002」イメージソング
+
フジテレビ「ayu ready?」エンディングテーマ ※

## 演奏
- CMJK
  - Programming (#1.3.7.9)
  - Guitar (#3.7.9)
- HΛL (梅崎俊春、清水武仁、中野雄太)：Programming (#2.4.11.12)
- 清水武仁：Guitar (#2.4.6.12)
- 石成正人：Guitar (#3)
- tasuku：Guitar & Programming (#5.8.10)
- 中津川陽三：Guitar (#5)
- 島健
  - Strings Arrangement (#5)
  - Piano, Synth Bass & Wind Chime (#13)
- 弦一徹ストリングス：Strings (#5.13)
- 佐藤あつし (ats-)：Programming (#6)
- 梅崎俊春：Programming (#6)
- 広谷順子：Background Vocal (#7.13)
- 石塚"BERA"伯広 (ex.筋肉少女帯)：Guitar (#9)
- 西川進：Guitar & Bass (#10)
- DJ cool-K：DJ Scratch (#10)
- 中野雄太：Strings Arrangement (#11)
- 梶谷裕子：Violin & Viola (#11)
- 大沼深雪：Cello (#11)
- 江川ゲンタ：Rhythm Operation (#13)
- 小倉博和：Guitar (#13)
- 木戸やすひろ, Andrea L. Hopkins, Daniel Morgan：Background Vocal (#13)
- 飯田高広、角谷仁宣：Programming (#13)

## その他の収録アルバム (シングル曲除く)
- RAINBOW
  - 『A BALLADS』
  - 『RAINY SEASON SELECTION』
- Real me
  - 『A BEST 2 -WHITE-』
- Over
  - 『WINTER BALLAD SELECTION』
- Dolls
  - 『A BALLADS』
  - 『RAINY SEASON SELECTION』

## 収録ライブ映像 (シングル曲除く)
- WE WISH
  - 『ayumi hamasaki COUNTDOWN LIVE 2002-2003 A』(ayumi hamasaki COMPLETE LIVE BOX A)
  - 『ayumi hamasaki COUNTDOWN LIVE 2013-2014 A』
  - 『ayumi hamasaki TROUBLE TOUR 2020 A 〜サイゴノトラブル〜 FINAL』
  - 『ayumi hamasaki COUNTDOWN LIVE 2021-2022 A 〜23rd Monster〜』(ayumi hamasaki ASIA TOUR 〜24th Anniversary special@PIA ARENA MM〜)
  - 『ayumi hamasaki  COUNTDOWN LIVE 2016-2017 A『Just the beginning -20-』』(メドレー) (ayumi hamasaki UNRELEASED LIVE BOX A)
- Real me
  - 『ayumi hamasaki COUNTDOWN LIVE 2002-2003 A』(ayumi hamasaki COMPLETE LIVE BOX A)
  - 『ayumi hamasaki ARENA TOUR 2003-2004 A』
  - 『ayumi hamasaki LIMITED TA LIVE TOUR』(A COMPLETE 〜ALL SINGLES〜)
  - 『ayumi hamasaki PREMIUM COUNTDOWN LIVE 2008-2009 A』
    - 『ayumi hamasaki BEST LIVE BOX A』(A BEST 2 -WHITE- TRACK LIST LIVE)

  - 『TA LIMITED LIVE TOUR 2016』(ayumi hamasaki UNRELEASED LIVE BOX A)
- Heartplace
  - 『ayumi hamasaki COUNTDOWN LIVE 2002-2003 A』(ayumi hamasaki COMPLETE LIVE BOX A)
  - 『ayumi hamasaki PREMIUM COUNTDOWN LIVE 2008-2009 A』
  - 『ayumi hamasaki TA LIMITED LIVE TOUR at Zepp Tokyo』(M(A)DE IN JAPAN)
  - 『ayumi hamasaki 25th Anniversary LIVE』
- Over
  - 『ayumi hamasaki PREMIUM COUNTDOWN LIVE 2008-2009 A』
- taskinillusion
  - 『ayumi hamasaki COUNTDOWN LIVE 2002-2003 A』(ayumi hamasaki COMPLETE LIVE BOX A)
- everywhere nowhere
  - 『ayumi hamasaki COUNTDOWN LIVE 2002-2003 A』(ayumi hamasaki COMPLETE LIVE BOX A)
  - 『ayumi hamasaki PREMIUM COUNTDOWN LIVE 2008-2009 A』
  - 『ayumi hamasaki ARENA TOUR 2009 A 〜NEXT LEVEL〜』
  - 『ayumi hamasaki COUNTDOWN LIVE 2012-2013 A 〜WAKE UP〜』
  - 『ayumi hamasaki COUNTDOWN LIVE 2019-2020 〜Promised Land〜 A』(メドレー)
  - 『ayumi hamasaki COUNTDOWN LIVE 2022-2023 A ～Remember you～』(ayumi hamasaki 25th Anniversary LIVE) (メドレー)
  - 『ayumi hamasaki  COUNTDOWN LIVE 2016-2017 A『Just the beginning -20-』』(メドレー) (ayumi hamasaki UNRELEASED LIVE BOX A)
- Dolls
  - 『ayumi hamasaki LIMITED TA LIVE TOUR』(A COMPLETE 〜ALL SINGLES〜)
    - 『ayumi hamasaki BEST LIVE BOX A』(A BALLADS TRACK LIST LIVE)

  - 『ayumi hamasaki 25th Anniversary LIVE』(メドレー)
- +
  - 『ayumi hamasaki COUNTDOWN LIVE 2002-2003 A』(ayumi hamasaki COMPLETE LIVE BOX A)
  - 『ayumi hamasaki COUNTDOWN LIVE 2007-2008 Anniversary』
  - 『ayumi hamasaki PREMIUM COUNTDOWN LIVE 2008-2009 A』
  - 『ayumi hamasaki COUNTDOWN LIVE 2022-2023 A ～Remember you～』(ayumi hamasaki 25th Anniversary LIVE) (メドレー)
  - 『ayumi hamasaki  COUNTDOWN LIVE 2016-2017 A『Just the beginning -20-』』(メドレー) (ayumi hamasaki UNRELEASED LIVE BOX A)